# ریشارد کیرچینسکی
ریشارد کیرچینسکی (لهستانی: Ryszard Kierczyński؛ ‏ ۳ مارس ۱۹۰۲ – ۲۲ ژوئیهٔ ۱۹۷۱) بازیگر اهل لهستان بود. او در دوران جنگ جهانی دوم عضوی از جنبش مخفی مقاومت لهستان بود.
از فیلم‌هایی که وی در آن‌ها نقش داشته است، می‌توان به شاهزاده وُویتسکا اشاره نمود.